# I Got a Boy
I Got a Boy (tạm dịch: Tôi có một anh chàng) là album phòng thu tiếng Hàn thứ tư của nhóm nhạc nữ Hàn Quốc Girls' Generation, được phát hành vào ngày 1 tháng 1 năm 2013 bởi SM Entertainment. Đây là album tiếng Hàn đầu tiên của nhóm sau 14 tháng tạm dừng hoạt động. Album được miêu tả là một "cỗ máy thời gian", khám phá cả quá khứ lẫn tương lai của nhóm.
Đĩa đơn mở đường của I Got a Boy, "Dancing Queen" được phát hành vào ngày 21 tháng 12 năm 2012. Bài hát chủ đề, "I Got a Boy" được phát hành vào ngày 1 tháng 1 năm 2013. Theo Billboard, album này kết hợp những yếu tố của nhiều thể loại nhạc khác nhau như nhạc new way, nhạc điện tử cũng như R&B đương đại và sẽ thu hút không chỉ những người hâm mộ của nhóm mà còn cả khán giả nhạc pop.

## Phát triển
Trong số tháng 11 năm 2013 của tạp chí thời trang Hàn Quốc Céci, Seohyun cho biết nhóm đã chuẩn bị cho album này được một thời gian. Theo kế hoạch ban đầu, Girls' Generation sẽ quay trở lại tại Hàn Quốc vào khoảng tháng 10 và tháng 11. Tuy nhiên kế hoạch này đã bị hủy bỏ để nhóm tập trung vào các hoạt động quảng bá tại Nhật cho đến hết năm 2012. Nhưng trong khoảng thời gian đó, họ cũng thực hiện việc thu âm và chuẩn bị cho một album tiếng Hàn. Ngày 16 tháng 11 năm 2012, Girls' Generation được công bố là sẽ quay trở lại tại Hàn Quốc sau 14 tháng. Ngày 11 tháng 12 năm 2012, đại diện của SM Entertainment cho biết nhóm đang trong những giai đoạn cuối cùng của việc thực hiện album tiếng Hàn thứ tư của mình, tuy nhiên, ngày phát hành vẫn chưa được quyết định.

## Quảng bá
Girls' Generation biểu diễn một số bài hát trong album bao gồm "I Got a Boy", "Dancing Queen", "Promise" và "Lost in Love" lần đầu tiên trên chương trình đặc biệt Girls’ Generation’s Romantic Fantasy của đài MBC vào ngày 1 tháng 1 năm 2013. Sau đó, cùng với "I Got a Boy" và "Dancing Queen", nhóm quay trở lại trên các chương trình âm nhạc hàng tuần bao gồm M! Countdown của Mnet, Music Bank của KBS, Music Core của MBC và Inkigayo của SBS lần lượt vào các ngày 3, 4, 5 và 6 tháng 1 năm 2013. Nhóm cũng biểu diễn "I Got a Boy", "Talk Talk" và "Dancing Queen" trong một buổi diễn "ảo" được phát sóng trực tiếp trên Naver Music vào ngày 5 tháng 1 năm 2013.

## Đĩa đơn
"Dancing Queen" được phát hành với vai trò là đĩa đơn mở đường cho album vào ngày 21 tháng 12 năm 2012. Bài hát được làm lại từ "Mercy" của ca sĩ Duffy vào năm 2008. "Dancing Queen" đã đứng đầu tất cả các bảng xếp hạng âm nhạc trực tuyến Hàn Quốc trong ngày đầu tiên phát hành.
"I Got a Boy" được phát hành trực tuyến vào ngày 1 tháng 1 năm 2013. Video âm nhạc của bài hát được ra mắt cùng với album vào 5 giờ chiều ngày 2 tháng 1 năm 2013 theo giờ Hàn Quốc.

## Doanh số
Sau khi được phát hành, "Dancing Queen" ngay lập tức đứng đầu tất cả các bảng xếp hạng âm nhạc Hàn Quốc, bao gồm Naver Music, MelOn, Monkey3, Bugs, Soribada, Olleh Music và Mnet. Một tuần sau, bài hát chiếm vị trí thứ nhất trên cả hai bảng xếp hạng Đĩa đơn và Download của Gaon. I Got a Boy đứng đầu bảng xếp hạng iTunes tại nhiều quốc gia ở châu Á đồng thời lọt vào top 20 trên bảng xếp hạng Top Albums. Album xuất hiện lần đầu tiên ở vị trí thứ nhất trên bảng xếp hạng Billboard World Album, đồng thời lọt vào các bảng xếp hạng Heatseekers Albums và Independent Albums lần lượt ở các vị trí thứ 2 và 23.

## Danh sách bài hát
| STT              | Nhan đề                                             | Phổ lời                                    | Phổ nhạc                                                                | Thời lượng |
| ---------------- | --------------------------------------------------- | ------------------------------------------ | ----------------------------------------------------------------------- | ---------- |
| 1.               | "I Got a Boy"                                       | Yoo Young Jin                              | Will Simms, Anne Judith Wik, Sarah Lundbäck Bell, Yoo Young Jin         | 4:31       |
| 2.               | "Dancing Queen"                                     | Yoon Hyo-sang, Jessica Jung, Tiffany Hwang | Stephen Andrew Booker, Aimee Ann Duffy, Kenzie                          | 3:35       |
| 3.               | "Baby Maybe"                                        | Choi Soo-young, Kwon Yuri, Seo Joo-hyun    | Mich Hansen, Jonas Jeberg, Ruth-Anne Cunningham, Victoria Lott          | 3:43       |
| 4.               | "Talk Talk (말해봐)"                                | Kim Tae-sung                               | Mason Charlie, Oscar Michael G. Rres, Danny Saucedo                     | 2:46       |
| 5.               | "Promise"                                           | Mo-ul                                      | Joseph Belmaati                                                         | 3:15       |
| 6.               | "Express 999"                                       | Kim Jung-bae                               | Kenzie                                                                  | 3:27       |
| 7.               | "Lost in Love (유리아이)" (Kim Tae-yeon và Tiffany) | Park Chang-hyun                            | Park Chang-hyun                                                         | 4:00       |
| 8.               | "Look at Me"                                        | Jun Gan-di                                 | Johan Gustafson, Fredrik Häggstam, Sebastian Lundberg, Louis Schoorl    | 3:01       |
| 9.               | "XYZ"                                               | Kwon Yuri, Seo Joo-hyun                    | Jonathan Yip, Jeremy L. Reeves, Ray Romulus, Victoria Horn              | 3:15       |
| 10.              | "Romantic St. (낭만길)"                             | Lee Shin-sung, Lee Chan-mi, Sumi           | Matthew Heath, Hailey Collier, DK, Jordan Kyle, Hyuk Shin, Jee Yoon Yoo | 4:00       |
| Tổng thời lượng: | Tổng thời lượng:                                    | Tổng thời lượng:                           | Tổng thời lượng:                                                        | 37:34      |

## Bảng xếp hạng
| Quốc gia    | Bảng xếp hạng                       | Thứ hạng cao nhất |
| ----------- | ----------------------------------- | ----------------- |
| Hàn Quốc    | Gaon' Weekly albums chart           | 1                 |
| Hàn Quốc    | Gaon Monthly albums chart           | 1                 |
| Hàn Quốc    | Hanteo Real Time Chart              | 1                 |
| Hàn Quốc    | Hanteo Daily Chart                  | 1                 |
| Hàn Quốc    | Hanteo Weekly Chart                 | 1                 |
| Hàn Quốc    | Hanteo Monthly Chart                | 1                 |
| Nhật Bản    | Oricon Weekly Albums Chart          | 7                 |
| Nhật Bản    | Oricon Monthly Albums Chart         | 22                |
| Đài Loan    | Five Music Korean-Japanese Chart    | 1                 |
| Đài Loan    | G-Music Asia Chart                  | 1                 |
| Đài Loan    | CCR Asian Music Chart               | 1                 |
| Đài Loan    | KKBOX Korean Music TOP 100 Chart    | 1                 |
| Đài Loan    | Hit FM’s Asia Chart                 | 1                 |
| Hồng Kông   | KKBOX K-Pop Daily Album Charts      | 1                 |
| Hồng Kông   | KKBOX K-Pop Weekly Album Charts     | 1                 |
| Singapore   | HMV Korean-Japanese Chart           | 1                 |
| Philippines | Odyssey Album Sales Chart           | 1                 |
| Mỹ          | Billboard World Albums              | 1                 |
| Mỹ          | Billboard Heatseekers Albums        | 2                 |
| Mỹ          | Billboard Independent Albums Albums | 23                |

| Bảng xếp hạng                | Thứ hạng cao nhất |
| ---------------------------- | ----------------- |
| Gaon Singles chart           | 1                 |
| Gaon Streaming Singles chart | 2                 |
| Gaon Download Singles chart  | 1                 |
| Gaon Mobile Ringtone chart   | 1                 |
| Gaon Karaoke chart           | 5                 |
| Billboard K-Pop Hot 100      | 1                 |

| Bảng xếp hạng                | Thứ hạng cao nhất |
| ---------------------------- | ----------------- |
| Gaon Singles Chart           | 1                 |
| Gaon Streaming Singles chart | 2                 |
| Gaon Downloads Singles chart | 1                 |
| Gaon Mobile Singles chart    | 5                 |
| Billboard K-Pop Hot 100      | 2                 |

| "Express 999"  | 14 | 35 |
| "Baby Maybe"   | 21 | 29 |
| "Talk Talk"    | 28 | 49 |
| "Lost In Love" | 30 | 45 |
| "Promise"      | 31 | 48 |
| "Romantic St." | 38 | 56 |
| "Look At Me"   | 41 | 67 |
| "XYZ"          | 42 | 76 |

## Lịch sử phát hành
| Khu vực     | Định dạng         | Ngày phát hành          | Hãng đĩa                       | Phiên bản                                                   | Mã sản xuất |
| ----------- | ----------------- | ----------------------- | ------------------------------ | ----------------------------------------------------------- | ----------- |
| Toàn cầu    | Tải về trực tuyến | 1 tháng 1 năm 2013      | SM Entertainment               | Phiên bản thông thường qua iTunes LP                        | –           |
| Hàn Quốc    | CD                | 2 tháng 1 năm 2013      | SM Entertainment, KMP Holdings | Phiên bản thông thường (bìa của cả nhóm và từng thành viên) | SMK0263     |
| Singapore   | CD                | 4 tháng 1 năm 2013      | Universal Music                | Phiên bản thông thường (bìa của cả nhóm và từng thành viên) | SMK0263     |
| Thái Lan    | CD                | 10 tháng 1 năm 2013     | SM True                        | Phiên bản thông thường (bìa của cả nhóm và từng thành viên) |             |
| Hồng Kông   | CD                | 14 tháng 1 năm 2013     | Universal Music                | Phiên bản thông thường (bìa của cả nhóm và từng thành viên) | SMK0263     |
| Philippines | CD                | 19 tháng 1 năm 2013     | SM Entertainment, MCA Music    | Phiên bản thông thường (bìa của cả nhóm và từng thành viên) | SMK0263     |
| Đài Loan    | CD                | 1 tháng 2 năm 2013      | Universal Music                | Phiên bản thông thường (bìa của cả nhóm và từng thành viên) |             |
| Nhật Bản    | CD                | 13 tháng 2 năm 2013     | Nayutawave Records             | Phiên bản thông thường (chỉ có bìa của cả nhóm)             | POCS-21036  |
| Indonesia   | CD                | ngày 4 tháng 6 năm 2013 | Universal Music                | Phiên bản thông thường (chỉ có bìa của cả nhóm)             |             |